# Diskografie Linkin Park
Toto je seznam doposud vydané diskografie americké rockové skupiny Linkin Park.
Americká rocková skupina Linkin Park vydala osm studiových alb, tři živá alba, čtyři kompilační alba, dvě remixová alba, tři soundtracková alba, čtyři videoalba, 12 EP, 44 singlů, 20 propagačních singlů a 70 videoklipů. Skupinu založili v roce 1996 ve městě Agoura Hills rapper a zpěvák Mike Shinoda, kytarista Brad Delson a bubeník Rob Bourdon. Později se do kapely připojil DJ Joe Hahn a baskytarista Dave Farrell. Skupinu opustil zpěvák Mark Wakefield, a proto ho nahradil 1999 zpěvákChester Bennington, který ve skupině zůstal až do své smrti v roce 2017 a vytvořil velký hudební odkaz.
Skupina v roce 2000 debutovala studiovým albem Hybrid Theory, které bylo velmi úspěšné a zařídilo celosvětové povědomí o kapele. Nejznámější písnička z alba je singl „In the End“. Druhé studiové album kapely bylo nazváno Meteora (2003). To dokázalo debutové album v několika ohledech překonat.
V roce 2007 skupina vydala třetí studiové album Minutes to Midnight. Na žebříčcích dosáhlo obdobných výsledků jako jeho předchůdci, ale prodeje v prvním týdnu vydání nebyli tak dobré jako v předchozím albu. V roce 2010 vychází čtvrtá deska A Thousand Suns. V té se opět zčásti změnil hudební styl. Album rovněž poukazuje na hrozbu jaderné války. V roce 2012 následovala deska Living Things, která dosahovala podobných výsledků jako to předchozí. Výrazně se přiklání k elektronice. Šesté studiové album The Hunting Party z roku 2014 se více přiklání alternativnímu rocku a metalu. Velké ohlasy vzbudilo sedmé studiové album One More Light. Došlo v něm k velké žánrové změně z rocku na pop. Zároveň se jednalo o poslední album frontmana skupiny Chestera Benningtona, který si v červenci 2017 ve svém domě vzal život. Poslední album to bylo i pro bubeníka Roba Bourdona, který se rozhodl ve skupině nepokračovat.
Po sedmileté pauze bylo během návratového koncertu oznámeno osmé studiové album From Zero. Jeho vydání je plánované na 15. listopad roku 2024. Rovněž bylo oznámeno, že Benningtona a Bourdona ve skupině nahradí zpěvačka Emily Armstrong a bubeník Colin Brittain. Částečně se do návratu nezapojil ani kytarista Brad Delson, který se neúčastní návratového turné.
Skupina za svou existenci prodala po celém světě přes 70 milionů kusů alb a 30 milionů singlů.

## Alba

### Studiová alba
| Název               | Detaily alba                                                                                               | Nejvyšší pozice v žebříčku | Nejvyšší pozice v žebříčku | Nejvyšší pozice v žebříčku | Nejvyšší pozice v žebříčku | Nejvyšší pozice v žebříčku | Nejvyšší pozice v žebříčku | Nejvyšší pozice v žebříčku | Nejvyšší pozice v žebříčku | Nejvyšší pozice v žebříčku | Nejvyšší pozice v žebříčku | Prodeje                                           | Certifikace |
| Název               | Detaily alba                                                                                               | US                         | AUS                        | AUT                        | CAN                        | FRA                        | GER                        | IRL                        | NZ                         | SWI                        | UK                         | Prodeje                                           | Certifikace |
| ------------------- | --- | -------------------------- | -------------------------- | -------------------------- | -------------------------- | -------------------------- | -------------------------- | -------------------------- | -------------------------- | -------------------------- | -------------------------- | ------------------------------------------------- | --- |
| Hybrid Theory       | - Vydáno: 24. října 2000 - Vydavatel: Warner Bros. - Formáty: CD, kazeta, LP, ke stažení                   | 2                          | 1                          | 2                          | 5                          | 17                         | 2                          | 4                          | 1                          | 5                          | 4                          | - WW: 32,000,000 - US: 13,580,000 - UK: 1,767,870 | - RIAA: 12× Platinum - ARIA: 5× Platinum - BPI: 6× Platinum - BVMI: 3× Platinum - IFPI AUT: Platinum - IFPI SWI: Platinum - MC: 5× Platinum - RMNZ: 5× Platinum - SNEP: Platinum   |
| Meteora             | - Vydáno: 25. března 2003 - Vydavatel: Warner Bros., Machine Shop - Formáty: CD, kazeta, LP, ke stažení    | 1                          | 2                          | 1                          | 2                          | 3                          | 1                          | 1                          | 1                          | 1                          | 1                          | - WW: 27,000,000 - US: 8,550,000                  | - RIAA: 8× Platinum - ARIA: 4× Platinum - BPI: 3× Platinum - BVMI: 4× Platinum - IFPI AUT: Platinum - IFPI SWI: Platinum - MC: 4× Platinum - RMNZ: 3× Platinum - SNEP: 2× Platinum |
| Minutes to Midnight | - Vydáno: 14. května 2007 - Vydavatel: Warner Bros., Machine Shop - Formáty: CD, LP, ke stažení            | 1                          | 1                          | 1                          | 1                          | 1                          | 1                          | 1                          | 1                          | 1                          | 1                          | - WW: 20,000,000 - US: 3,300,000 - UK: 600,000    | - RIAA: 5× Platinum - ARIA: 3× Platinum - BPI: 2× Platinum - BVMI: 7× Gold - IFPI AUT: 2× Platinum - IFPI SWI: 2× Platinum - RMNZ: 2× Platinum - SNEP: Gold                        |
| A Thousand Suns     | - Vydáno: 14. září 2010 - Vydavatel: Warner Bros., Machine Shop - Formáty: CD, LP, ke stažení              | 1                          | 1                          | 1                          | 1                          | 4                          | 1                          | 3                          | 1                          | 1                          | 2                          | - US: 906,000                                     | - RIAA: Platinum - ARIA: Platinum - BPI: Platinum - BVMI: 3× Gold - IFPI AUT: Gold - IFPI SWI: Gold - IRMA: Gold - MC: Platinum - RMNZ: Gold - SNEP: Gold                          |
| Living Things       | - Vydáno: 26. června 2012 - Vydavatel: Warner Bros., Machine Shop - Formáty: CD, LP, ke stažení            | 1                          | 2                          | 1                          | 1                          | 2                          | 1                          | 2                          | 1                          | 1                          | 1                          | - US: 681,000                                     | - RIAA: Platinum - ARIA: Gold - BPI: Gold - BVMI: 2× Platinum - IFPI AUT: Platinum - IFPI SWI: Platinum - RMNZ: Gold - SNEP: Platinum                                              |
| The Hunting Party   | - Vydáno: 17. června 2014 - Vydavatel: Warner Bros., Machine Shop - Formáty: CD, LP, ke stažení            | 3                          | 3                          | 2                          | 3                          | 3                          | 1                          | 6                          | 2                          | 1                          | 2                          | - US: 231,150                                     | - RIAA: Platinum - BPI: Gold - BVMI: Platinum - IFPI AUT: Gold - IFPI SWI: Gold - MC: Gold                                                                                         |
| One More Light      | - Vydáno: 19. května 2017 - Vydavatel: Warner Bros., Machine Shop - Formáty: CD, LP, ke stažení            | 1                          | 3                          | 1                          | 1                          | 14                         | 2                          | 6                          | 4                          | 1                          | 4                          | - US: 1,000,000                                   | - RIAA: Gold - BPI: Gold - BVMI: Gold - IFPI AUT: Gold - SNEP: Gold |
| From Zero           | - Vydáno: 15. listopadu 2024 - Vydavatel: Warner Bros., Machine Shop - Formáty: CD, LP, ke stažení, kazeta | 2                          | 1                          | 1                          | 1                          | 1                          | 1                          | 2                          | 1                          | 1                          | 1                          | - US: 97,000 - UK: 37,826 - FRA: 31,344           | - BPI: Silver - BVMI: Gold - IFPI AUT: Gold - SNEP: Gold |

### Živá alba
| Název                                    | Detaily alba                                                                                           | Nejvyšší pozice v žebříčku | Nejvyšší pozice v žebříčku | Nejvyšší pozice v žebříčku | Nejvyšší pozice v žebříčku | Nejvyšší pozice v žebříčku | Nejvyšší pozice v žebříčku | Nejvyšší pozice v žebříčku | Nejvyšší pozice v žebříčku | Nejvyšší pozice v žebříčku | Nejvyšší pozice v žebříčku | Prodeje         | Certifikace |
| Název                                    | Detaily alba                                                                                           | US                         | AUS                        | AUT                        | CAN                        | FRA                        | GER                        | IRL                        | NZ                         | SWI                        | UK                         | Prodeje         | Certifikace |
| ---------------------------------------- | --- | -------------------------- | -------------------------- | -------------------------- | -------------------------- | -------------------------- | -------------------------- | -------------------------- | -------------------------- | -------------------------- | -------------------------- | --------------- | --- |
| Live in Texas                            | - Vydáno: 18. listopadu 2003 - Vydavatel: Warner Bros., Machine Shop - Formáty: CD, CD+DVD, ke stažení | 23                         | 18                         | 5                          | —                          | 8                          | 9                          | 67                         | 17                         | 9                          | 47                         | - US: 1,100,000 | - RIAA: Platinum - ARIA: Gold - BPI: Gold - BVMI: 3× Gold - IFPI AUT: Gold - IFPI SWI: Gold - MC: Platinum - RMNZ: Gold - SNEP: Gold |
| Road to Revolution:Live at Milton Keynes | - Vydáno: 21. listopadu 2008 - Vydavatel: Warner Bros., Machine Shop - Formáty: CD, CD+DVD, ke stažení | 41                         | 24                         | 14                         | 35                         | 12                         | 11                         | 81                         | 17                         | 16                         | 58                         | - US: 230,000   | - ARIA: Gold - BPI: Silver - BVMI: Platinum - IFPI SWI: Gold - RMNZ: Gold                                                            |
| One More Light Live                      | - Released: December 15, 2017 - Vydavatel: Warner Bros., Machine Shop - Formáty: CD, LP, ke stažení    | 28                         | 20                         | 11                         | 29                         | 54                         | 7                          | —                          | 32                         | 7                          | 32                         |                 | |

### Kompilační alba
| Název                                    | Detaily alba                                                                             | Nejvyšší pozice v žebříčku | Nejvyšší pozice v žebříčku | Nejvyšší pozice v žebříčku | Nejvyšší pozice v žebříčku | Nejvyšší pozice v žebříčku | Nejvyšší pozice v žebříčku | Nejvyšší pozice v žebříčku | Nejvyšší pozice v žebříčku | Nejvyšší pozice v žebříčku | Nejvyšší pozice v žebříčku | Certifikace              |
| Název                                    | Detaily alba                                                                             | US                         | AUS                        | AUT                        | CAN                        | FRA                        | GER                        | IRL                        | NZ                         | SWI                        | UK                         | Certifikace              |
| ---------------------------------------- | ---------------------------------------------------------------------------------------- | -------------------------- | -------------------------- | -------------------------- | -------------------------- | -------------------------- | -------------------------- | -------------------------- | -------------------------- | -------------------------- | -------------------------- | ------------------------ |
| A Decade Underground                     | - Vydáno: 10. srpna 2010 - Vydavatel: Machine Shop - Formáty: ke stažení                 | —                          | —                          | —                          | —                          | —                          | —                          | —                          | —                          | —                          | —                          |                          |
| Studio Collection 2000–2012              | - Vydáno: 15. ledna 2013 - Vydavatel: Warner Bros. - Formáty: ke stažení                 | —                          | 49                         | —                          | —                          | —                          | —                          | —                          | —                          | —                          | —                          |                          |
| Lost Demos                               | - Vydáno: 24. listopadu 2023 - Vydavatel: Warner Bros. - Formáty: LP                     | 191                        | —                          | —                          | —                          | —                          | —                          | —                          | —                          | —                          | —                          |                          |
| Papercuts (Singles Collection 2000–2023) | - Vydáno: 12. dubna 2024 - Vydavatel: Warner Bros. - Formáty: CD, LP, kazety, ke stažení | 6                          | 7                          | 3                          | 8                          | 2                          | 2                          | 16                         | 2                          | 5                          | 4                          | - BPI: Gold - RMNZ: Gold |

### Remixová alba
| Název       | Detaily alba                                                                             | Nejvyšší pozice v žebříčku | Nejvyšší pozice v žebříčku | Nejvyšší pozice v žebříčku | Nejvyšší pozice v žebříčku | Nejvyšší pozice v žebříčku | Nejvyšší pozice v žebříčku | Nejvyšší pozice v žebříčku | Nejvyšší pozice v žebříčku | Nejvyšší pozice v žebříčku | Nejvyšší pozice v žebříčku | Prodeje          | Certifikace                                                                                               |
| Název       | Detaily alba                                                                             | US                         | AUS                        | AUT                        | CAN                        | FRA                        | GER                        | IRL                        | NZ                         | SWI                        | UK                         | Prodeje          | Certifikace                                                                                               |
| ----------- | ---------------------------------------------------------------------------------------- | -------------------------- | -------------------------- | -------------------------- | -------------------------- | -------------------------- | -------------------------- | -------------------------- | -------------------------- | -------------------------- | -------------------------- | ---------------- | --- |
| Reanimation | - Vydáno: 30. červenec 2002 - Vydavatel: Warner Bros. - Formáty: CD, LP, DVD, ke stažení | 2                          | 16                         | 2                          | 8                          | 11                         | 3                          | 4                          | 8                          | 3                          | 3                          | - US: 1,900,000+ | - RIAA: Platinum - ARIA: Gold - BPI: Platinum - BVMI: Gold - IFPI AUT: Gold - IFPI SWI: Gold - RMNZ: Gold |
| Recharged   | - Vydáno: 29. října 2013 - Vydavatel: Warner Bros. - Formáty: CD, LP, ke stažení         | 10                         | 7                          | 9                          | 9                          | 19                         | 4                          | 41                         | 9                          | 6                          | 12                         | - US: 111,000    | - BVMI: Gold                                                                                              |

### Demo alba
| Název | Detaily alba                                                 |
| ----- | ------------------------------------------------------------ |
| Xero  | - Vydáno: 1996 - Vydavatel: Vlastní vydání - Formáty: Kazety |

### Soundtracková alba
| Název                                                | Detaily alba                                                                                      | Nejvyšší pozice v žebříčku | Nejvyšší pozice v žebříčku | Nejvyšší pozice v žebříčku |
| Název                                                | Detaily alba                                                                                      | US                         | FRA                        | GER                        |
| ---------------------------------------------------- | ------------------------------------------------------------------------------------------------- | -------------------------- | -------------------------- | -------------------------- |
| Transformers: Revenge of the Fallen – The Album      | - Vydáno: 23. června 2009 - Vydavatelství: Warner Bros. - Formáty: CD, ke stažení                 | 49                         | 167                        | 55                         |
| 8-Bit Rebellion!                                     | - Vydáno: 26. dubna 2010 - Vydavatelství: Warner Bros.                                            | —                          | —                          | —                          |
| Mall: Music from the Motion Picture (s Alecem Purem) | - Vydáno: 12. prosince 2014 - Vydavatelství: Warner Bros., Machine Shop - Formáty: CD, ke stažení | —                          | —                          | —                          |

## EP
| Název                                               | Detaily EP | Nejvyšší pozice v žebříčku | Nejvyšší pozice v žebříčku | Nejvyšší pozice v žebříčku | Nejvyšší pozice v žebříčku | Nejvyšší pozice v žebříčku | Nejvyšší pozice v žebříčku | Nejvyšší pozice v žebříčku | Nejvyšší pozice v žebříčku | Nejvyšší pozice v žebříčku | Nejvyšší pozice v žebříčku | Prodeje         | Certifikace |
| Název                                               | Detaily EP | US                         | AUS                        | AUT                        | CAN                        | FRA                        | GER                        | IRL                        | NZ                         | SWI                        | UK                         | Prodeje         | Certifikace |
| --------------------------------------------------- | --- | -------------------------- | -------------------------- | -------------------------- | -------------------------- | -------------------------- | -------------------------- | -------------------------- | -------------------------- | -------------------------- | -------------------------- | --------------- | --- |
| Hybrid Theory EP                                    | - Vydáno: 1. května 1999 - Vydavatelství: Mix Media - Formáty: CD, ke stažení                                                        | —                          | —                          | —                          | —                          | —                          | —                          | —                          | —                          | —                          | —                          |                 | |
| In the End: Live & Rare                             | - Vydáno: 1. ledna 2002 - Vydavatelství: Warner Bros. - Formáty: CD                                                                  | —                          | —                          | —                          | —                          | —                          | —                          | —                          | —                          | —                          | —                          |                 | |
| Collision Course (s Jayem-Z)                        | - Vydáno: 30. listopadu 2004 - Vydavatelství: Warner Bros., Machine Shop, Roc-A-Fella, Def Jam - Formáty: CD, kazety, LP, ke stažení | 1                          | 8                          | 5                          | 6                          | 20                         | 5                          | 6                          | 4                          | 2                          | 15                         | - US: 1,934,000 | - RIAA: 2× Platinum - ARIA: Platinum - BPI: Platinum - BVMI: Platinum - IFPI AUT: Gold - IFPI SWI: Platinum - IRMA: 2× Platinum - MC: 2× Platinum - RMNZ: Platinum - SNEP: Gold |
| iTunes Live from SoHo                               | - Vydáno: 4. března 2008 - Vydavatelství: Warner Bros. - Formáty: ke stažení                                                         | —                          | —                          | —                          | —                          | —                          | —                          | —                          | —                          | —                          | —                          |                 | |
| Songs from the Underground                          | - Vydáno: 28. listopadu 2008 - Vydavatelství: Warner Bros. - Formáty: CD, ke stažení                                                 | 96                         | —                          | 56                         | —                          | —                          | 42                         | —                          | —                          | 10                         | —                          |                 | |
| 2011 North American Tour                            | - Vydáno: 20. prosince 2010 - Vydavatelství: Linkin Park - Formáty: ke stažení                                                       | —                          | —                          | —                          | —                          | —                          | —                          | —                          | —                          | —                          | —                          |                 | |
| A Thousand Suns: Puerta de Alcalá                   | - Vydáno: 25. ledna 2011 - Vydavatelství: Warner Bros. - Formáty: ke stažení                                                         | 122                        | —                          | —                          | —                          | —                          | —                          | —                          | —                          | —                          | —                          |                 | |
| iTunes Festival: London 2011                        | - Vydáno: 8. července 2011 - Vydavatelství: Warner Bros. - Formáty: ke stažení                                                       | —                          | —                          | —                          | —                          | —                          | —                          | —                          | —                          | —                          | —                          |                 | |
| Stagelight Demos                                    | - Vydáno: 9. listopadu 2012 - Vydavatelství: Open Labs - Formáty: ke stažení                                                         | —                          | —                          | —                          | —                          | —                          | —                          | —                          | —                          | —                          | —                          |                 | |
| A Light That Never Comes (Remixy) (se Stevem Aokim) | - Vydáno: 21. ledna 2014 - Vydavatelství: Dim Mak - Formáty: ke stažení                                                              | —                          | —                          | —                          | —                          | —                          | —                          | —                          | —                          | —                          | —                          |                 | |
| Darker Than Blood: Remixes – EP (se Stevem Aokim)   | - Vydáno: 28. srpna 2015 - Vydavatelství: Dim Mak - Formáty: ke stažení                                                              | —                          | —                          | —                          | —                          | —                          | —                          | —                          | —                          | —                          | —                          |                 | |
| Evolution of Mike Shinoda – EP                      | - Vydáno. 2. října 2023 - Vydavatelství: Warner records. - Formáty: ke stažení                                                       | —                          | —                          | —                          | —                          | —                          | —                          | —                          | —                          | —                          | —                          |                 | |

## Singly
| Název                                         | Rok  | Album                                           |                   |      |               |
| --------------------------------------------- | ---- | ----------------------------------------------- | ----------------- | ---- | ------------- |
| Název                                         | Rok  | Album                                           | "One Step Closer" | 2000 | Hybrid Theory |
| "Crawling"                                    | 2001 |                                                 |                   |      | Hybrid Theory |
| "Papercut"                                    | 2001 |                                                 |                   |      | Hybrid Theory |
| "In the End"                                  | 2001 |                                                 |                   |      | Hybrid Theory |
| "Pts.OF.Athrty" (s Jayem Gordonem)            | 2002 | Reanimation                                     |                   |      |               |
| "Somewhere I Belong"                          | 2003 | Meteora                                         |                   |      |               |
| "Faint"                                       | 2003 | Meteora                                         |                   |      |               |
| "Numb"                                        | 2003 | Meteora                                         |                   |      |               |
| "From the Inside"                             | 2004 | Meteora                                         |                   |      |               |
| "Breaking the Habit"                          | 2004 | Meteora                                         |                   |      |               |
| "Numb/Encore" (s Jayem-Z)                     | 2004 | Collision Course                                |                   |      |               |
| "What I've Done"                              | 2007 | Minutes to Midnight                             |                   |      |               |
| "Bleed It Out"                                | 2007 | Minutes to Midnight                             |                   |      |               |
| "Shadow of the Day"                           | 2007 | Minutes to Midnight                             |                   |      |               |
| "Given Up"                                    | 2008 | Minutes to Midnight                             |                   |      |               |
| "Leave Out All the Rest"                      | 2008 | Minutes to Midnight                             |                   |      |               |
| "New Divide"                                  | 2009 | Transformers: Revenge of the Fallen – The Album |                   |      |               |
| "The Catalyst"                                | 2010 | A Thousand Suns                                 |                   |      |               |
| "Waiting for the End"                         | 2010 | A Thousand Suns                                 |                   |      |               |
| "Burning in the Skies"                        | 2011 | A Thousand Suns                                 |                   |      |               |
| "Iridescent"                                  | 2011 | A Thousand Suns                                 |                   |      |               |
| "Not Alone"                                   | 2011 | Download to Donate for Haiti                    |                   |      |               |
| "Burn It Down"                                | 2012 | Living Things                                   |                   |      |               |
| "Lost in the Echo"                            | 2012 | Living Things                                   |                   |      |               |
| "Powerless"                                   | 2012 | Living Things                                   |                   |      |               |
| "Castle of Glass"                             | 2013 | Living Things                                   |                   |      |               |
| "A Light That Never Comes" (feat. Steve Aoki) | 2013 | Recharged                                       |                   |      |               |
| "Guilty All the Same" (feat. Rakim)           | 2014 | The Hunting Party                               |                   |      |               |
| "Until It's Gone"                             | 2014 | The Hunting Party                               |                   |      |               |
| "Wastelands"                                  | 2014 | The Hunting Party                               |                   |      |               |
| "Rebellion" (feat. Daron Malakian)            | 2014 | The Hunting Party                               |                   |      |               |
| "Final Masquerade"                            | 2014 | The Hunting Party                               |                   |      |               |
| "Heavy" (feat. Kiiara)                        | 2017 | One More Light                                  |                   |      |               |
| "Talking to Myself"                           | 2017 | One More Light                                  |                   |      |               |
| "One More Light"                              | 2017 | One More Light                                  |                   |      |               |
| "She Couldn't"                                | 2020 | Hybrid Theory (20th Anniversary Edition)        |                   |      |               |
| "Lost"                                        | 2023 | Meteora20                                       |                   |      |               |
| "Fighting Myself"                             | 2023 | Meteora20                                       |                   |      |               |
| "Friendly Fire"                               | 2024 | Papercuts (Singles Collection 2000–2023)        |                   |      |               |
| "Qwerty"                                      | 2024 | Papercuts (Singles Collection 2000–2023)        |                   |      |               |
| "The Emptiness Machine"                       | 2024 | From Zero                                       |                   |      |               |
| "Heavy Is the Crown"                          | 2024 | From Zero                                       |                   |      |               |
| "Over Each Other"                             | 2024 | From Zero                                       |                   |      |               |
| "Two Faced"                                   | 2024 | From Zero                                       |                   |      |               |
| "Up from the Bottom"                          | 2025 | From Zero (Deluxe Edition)                      |                   |      |               |
| "Unshatter"                                   | 2025 | From Zero (Deluxe Edition)                      |                   |      |               |

## Ostatní vystoupení
| Název                                      | Rok  | Album                                                      | Vydavatelství             |
| ------------------------------------------ | ---- | ---------------------------------------------------------- | ------------------------- |
| "Closing" (Xero)                           | 1998 | Rapology 12                                                | The Urban Network         |
| "Drop" (Kenji & Artofficial of Xero)       | 1998 | Rapology 13                                                | The Urban Network         |
| "Fiends CD RAP UP" (Xero featuring 007)    | 1998 | Rapology 14                                                | The Urban Network         |
| "Rhinestone" (Xero)                        | 1999 | New Music Sampler 1999                                     | Zomba                     |
| "One Step Closer" (Early Mix)              | 2000 | ECW Extreme Music Volume 2: Anarchy Rocks                  | V2                        |
| "My December"                              | 2000 | The Real Slim Santa                                        | KROQ                      |
| "With You" (Live)                          | 2001 | Ozzfest 2001: The Second Millennium                        | Sony                      |
| "Runaway" (Live)                           | 2002 | The Family Values Tour 2001                                | Elektra WEA               |
| "One Step Closer" (Live)                   | 2002 | The Family Values Tour 2001                                | Elektra WEA               |
| "It's Goin' Down"                          | 2002 | Built from Scratch                                         | Loud Records Sony BMG     |
| "My December" (Live)                       | 2003 | The Year They Recalled Santa Claus                         | KROQ                      |
| "Nobody's Listening" (Green Lantern Remix) | 2005 | Fort Minor: We Major                                       | Machine Shop Recordings   |
| "Bleed It Out" (Live)                      | 2007 | Live Earth: The Concerts for a Climate in Crisis           | Warner Bros. Records      |
| "Blackout" (Early Mix)                     | 2010 | FIFA 11                                                    | EA Sports                 |
| "Issho Ni"                                 | 2011 | Download to Donate: Tsunami Relief                         | Machine Shop Warner Bros. |
| "Iridescent" (Radio Edit)                  | 2011 | Transformers: Dark of the Moon – The Album                 | Reprise Records           |
| "Blackout" (Renholdër Remix)               | 2012 | Underworld: Awakening                                      | Lakeshore                 |
| "Wretches" (Remix)                         | 2012 | It's the Bootleg, Muthafuckas! Volume 3: Fire Walk with Me | Demigodz                  |
| "All for Nothing" (Radio Edit)             | 2014 | Pro Evolution Soccer 2015                                  | Konami                    |
| "Things in My Jeep"                        | 2016 | Popstar: Never Stop Never Stopping                         | Universal Republic        |
| "Battle Symphony"                          | 2017 | Pro Evolution Soccer 2018                                  | Konami                    |
| "Heavy Is the Crown"                       | 2024 | 2024 League of Legends World Championship                  | Riot Games                |

## Video alba
| Název                                     | Detaily alba | Certifikace                           |
| ----------------------------------------- | --- | ------------------------------------- |
| Frat Party at the Pankake Festival        | - Vydáno: 20. listopadu 2001 - Vydavatel: Warner Bros., Machine Shop - Formáty: DVD, VHS                                             | - US: Platinum - AUS: Gold - UK: Gold |
| Live in Texas                             | - Vydáno: 18. listopadu 2003 - Vydavatel: Warner Bros., Machine Shop - Formáty: CD, CD+DVD, ke stažení                               | - US: Platinum                        |
| Collision Course (s Jayem-Z)              | - Vydáno: 30. listopadu 2004 - Vydavatelství: Warner Bros., Machine Shop, Roc-A-Fella, Def Jam - Formáty: CD, kazety, LP, ke stažení |                                       |
| Road to Revolution: Live at Milton Keynes | - Vydáno: 21. listopadu 2008 - Vydavatel: Warner Bros., Machine Shop - Formáty: CD, CD+DVD, ke stažení                               |                                       |

## Hudební videoklipy

### Tradiční videoklipy
| Rok  | Název                                             | Režie                            | Album                                           |
| ---- | ------------------------------------------------- | -------------------------------- | ----------------------------------------------- |
| 2000 | "One Step Closer"                                 | Gregory Dark                     | Hybrid Theory                                   |
| 2001 | "Crawling"                                        | Brothers Strause                 | Hybrid Theory                                   |
| 2001 | "Papercut"                                        | Nathan "Karma" Cox a Joe Hahn    | Hybrid Theory                                   |
| 2001 | "In the End"                                      | Nathan "Karma" Cox a Joe Hahn    | Hybrid Theory                                   |
| 2001 | "Points of Authority"                             | Nathan "Karma" Cox               | Hybrid Theory                                   |
| 2001 | "Cure for the Itch"                               | Joe Hahn                         | Hybrid Theory                                   |
| 2002 | "Opening"                                         | Joe Hahn                         | Reanimation                                     |
| 2002 | "Pts.OF.Athrty" (MTV Version)                     | Nathan "Karma" Cox               | Reanimation                                     |
| 2002 | "Enth E Nd"                                       | Jason Goldwatch                  | Reanimation                                     |
| 2002 | "[Chali]"                                         | Joe Hahn                         | Reanimation                                     |
| 2002 | "FRGT/10"                                         | Joshua Cordes                    | Reanimation                                     |
| 2002 | "P5hng Me A*wy"                                   | Scott Patton                     | Reanimation                                     |
| 2002 | "Plc.4 Mie Hæd"                                   | Shawn M. Foster                  | Reanimation                                     |
| 2002 | "X-Ecutioner Style"                               | David Zager                      | Reanimation                                     |
| 2002 | "H! Vltg3"                                        | Estevan Oriol                    | Reanimation                                     |
| 2002 | "[Riff Raff]"                                     | Joe Hahn                         | Reanimation                                     |
| 2002 | "Wth>You"                                         | Ryan Thompson                    | Reanimation                                     |
| 2002 | "Ntr\Mssn"                                        | Joe Hahn                         | Reanimation                                     |
| 2002 | "Ppr:Kut"                                         | Mike Piscatelli                  | Reanimation                                     |
| 2002 | "Rnw@y"                                           | Kimo Proudfoot                   | Reanimation                                     |
| 2002 | "My<Dsmbr"                                        | Chip Miller                      | Reanimation                                     |
| 2002 | "[Stef]"                                          | Joe Hahn                         | Reanimation                                     |
| 2002 | "By_Myslf"                                        | Matt Bass                        | Reanimation                                     |
| 2002 | "Kyur4 Th Ich"                                    | Joe Hahn                         | Reanimation                                     |
| 2002 | "1Stp Klosr"                                      | Shaun Smith                      | Reanimation                                     |
| 2002 | "KRWLNG"                                          | Jonathan Ruppel                  | Reanimation                                     |
| 2002 | "Pts.OF.Athrty" (Animated Version)                | Joe Hahn                         | Reanimation                                     |
| 2003 | "Somewhere I Belong"                              | Joe Hahn                         | Meteora                                         |
| 2003 | "Faint"                                           | Mark Romanek                     | Meteora                                         |
| 2003 | "Numb"                                            | Joe Hahn                         | Meteora                                         |
| 2004 | "From the Inside"                                 | Joe Hahn                         | Meteora                                         |
| 2004 | "Breaking the Habit" (Animated Version)           | Joe Hahn                         | Meteora                                         |
| 2004 | "Breaking the Habit" (5.28.04, 3:37 P.M. Version) | Kimo Proudfoot                   | Meteora                                         |
| 2004 | "Lying from You"                                  | Kimo Proudfoot                   | Meteora                                         |
| 2004 | "Numb/Encore"                                     | Joe DeMaio a Kimo Proudfoot      | Collision Course                                |
| 2007 | "What I've Done"                                  | Joe Hahn                         | Minutes to Midnight                             |
| 2007 | "Bleed It Out"                                    | Joe Hahn                         | Minutes to Midnight                             |
| 2007 | "Shadow of the Day"                               | Joe Hahn                         | Minutes to Midnight                             |
| 2008 | "Given Up"                                        | Mark Fiore a Linkin Park         | Minutes to Midnight                             |
| 2008 | "We Made It" (Busta Rhymes featuring Linkin Park) | Chris Robinson                   | Nealbumový singl                                |
| 2008 | "Leave Out All the Rest"                          | Joe Hahn                         | Minutes to Midnight                             |
| 2009 | "New Divide"                                      | Joe Hahn                         | Transformers: Revenge of the Fallen – The Album |
| 2010 | "Not Alone"                                       | Bill Boyd                        | Download to Donate for Haiti                    |
| 2010 | "Blackbirds"                                      | —                                | 8-Bit Rebellion!                                |
| 2010 | "The Catalyst"                                    | Joe Hahn                         | A Thousand Suns                                 |
| 2010 | "Waiting for the End"                             | Joe Hahn                         | A Thousand Suns                                 |
| 2011 | "Burning in the Skies"                            | Joe Hahn                         | A Thousand Suns                                 |
| 2011 | "Iridescent" (Transformers version)               | Joe Hahn                         | A Thousand Suns                                 |
| 2012 | "Burn It Down"                                    | Joe Hahn                         | Living Things                                   |
| 2012 | "Powerless"                                       | Timur Bekmambetov                | Living Things                                   |
| 2012 | "Lost in the Echo"                                | Jason Zada a Jason Nickel        | Living Things                                   |
| 2012 | "Castle of Glass"                                 | Drew Stauffer a Jerry O'Flaherty | Living Things                                   |
| 2013 | "A Light That Never Comes"                        | Joe Hahn                         | Recharged                                       |
| 2014 | "A Light That Never Comes (Vicetone Remix)"       | Vicetone                         | A Light That Never Comes (Remixes)              |
| 2014 | "A Light That Never Comes (Coone Remix)"          | Editz.nl                         | A Light That Never Comes (Remixes)              |
| 2014 | "Guilty All the Same"                             | Project Spark                    | The Hunting Party                               |
| 2014 | "Until It's Gone"                                 | Joe Hahn                         | The Hunting Party                               |
| 2014 | "Wastelands"                                      | —                                | The Hunting Party                               |
| 2014 | "Final Masquerade"                                | Mark Pellington                  | The Hunting Party                               |
| 2014 | "Iridescent" (Stars of the Season version)        | David Kinsler                    | A Thousand Suns                                 |
| 2014 | "White Noise"                                     | Joe Hahn                         | Mall                                            |
| 2015 | "Devil's Drop"                                    | Joe Hahn                         | Mall                                            |
| 2015 | "The Last Line"                                   | Joe Hahn                         | Mall                                            |
| 2015 | "Darker Than Blood"                               | Dan Packer                       | Neon Future II                                  |
| 2017 | "Heavy"                                           | Tim Mattia                       | One More Light                                  |
| 2017 | "Good Goodbye"                                    | Isaac Rentz                      | One More Light                                  |
| 2017 | "Talking to Myself"                               | Mark Fiore                       | One More Light                                  |
| 2017 | "One More Light"                                  | Joe Hahn and Mark Fiore          | One More Light                                  |
| 2023 | "Lost"                                            | Maciej Kuciara a pplpleasr       | Meteora 20th Anniversary Edition                |
| 2024 | "Friendly Fire"                                   | Mark Fiore                       | Papercuts                                       |
| 2024 | "The Emptiness Machine"                           | Joe Hahn                         | From Zero                                       |
| 2024 | "Heavy Is the Crown"                              | Eddy.tv                          | From Zero                                       |
| 2024 | "Over Each Other"                                 | Joe Hahn                         | From Zero                                       |
| 2024 | "Two Faced"                                       | Joe Hahn                         | From Zero                                       |
| 2025 | "Up from the Bottom"                              | Joe Hahn                         | From Zero (Deluxe Edition)                      |

### Videoklipy s texty písní
| Rok  | Název                      | Album             |
| ---- | -------------------------- | ----------------- |
| 2010 | "The Catalyst"             | A Thousand Suns   |
| 2010 | "Waiting for the End"      | A Thousand Suns   |
| 2010 | "Blackout"                 | A Thousand Suns   |
| 2010 | "Burning in the Skies"     | A Thousand Suns   |
| 2012 | "Burn It Down"             | Living Things     |
| 2012 | "Lies Greed Misery"        | Living Things     |
| 2012 | "Lost in the Echo"         | Living Things     |
| 2013 | "A Light That Never Comes" | Recharged         |
| 2014 | "Guilty All the Same"      | The Hunting Party |
| 2014 | "Until It's Gone"          | The Hunting Party |
| 2014 | "Wastelands"               | The Hunting Party |
| 2014 | "Rebellion"                | The Hunting Party |
| 2014 | "Final Masquerade"         | The Hunting Party |
| 2015 | "Darker Than Blood"        | Neon Future II    |
| 2016 | "In the End"               | Hybrid Theory     |
| 2017 | "Heavy"                    | One More Light    |
| 2017 | "Battle Symphony"          | One More Light    |
| 2017 | "Good Goodbye"             | One More Light    |
| 2017 | "Invisible"                | One More Light    |
| 2017 | "One More Light"           | One More Light    |
| 2017 | "Talking to Myself"        | One More Light    |